# Směrš

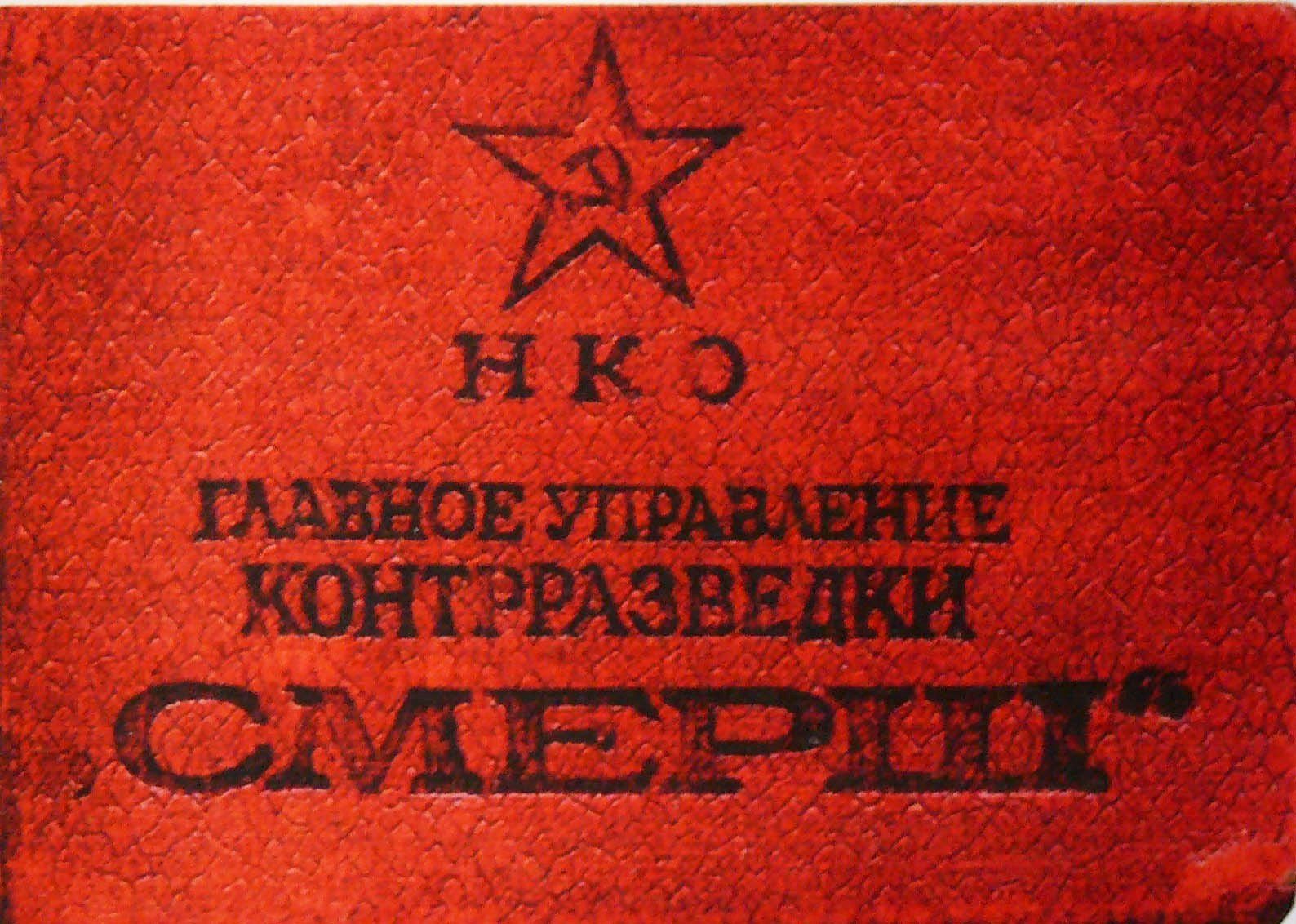
Průkazka organizace (1943)

Směrš (též Smerš, rusky СМЕРШ, akronym od СМЕРть Шпионам – SMĚRť Špionam, česky Smrt špionům) byly zvláštní jednotky sovětské vojenské kontrarozvědky. Jejich prvořadým úkolem bylo odhalování zrádců a kolaborantů v řadách Rudé armády, boj proti poraženectví, byly ale pověřovány i dalšími úkoly.

## Historie
Směrš vznikl v dubnu 1943 (či koncem roku 1942) vyčleněním z Lidového komisariátu vnitřních záležitostí (NKVD). Podřízen byl předsedovi Státního výboru obrany a komisaři obrany Stalinovi. Směrš měl určeny tyto úkoly:
1. boj proti špionáži, sabotáži, terorismu a jiné podvratné činnosti cizích zpravodajských služeb v útvarech a institucích Rudé armády
2. boj proti protisovětským živlům, které pronikly do jednotek a ředitelství Rudé armády
3. přijímání nezbytných zpravodajsko-operačních a dalších (prostřednictvím velení) opatření k vytvoření podmínek na frontách, které vylučují možnost beztrestného průchodu nepřátelských agentů frontovou linií s cílem učinit frontovou linii neprostupnou pro špionáž a protisovětskou linii
4. boj proti zradě a zradě v jednotkách a institucích Rudé armády (přechod na stranu nepřítele, ukrývání špionů a obecně usnadnění práce posledně jmenovaných)
5. boj proti dezerci a sebemrzačení
6. kontrola vojenského personálu a dalších osob, které byly zajaty a obklíčeny nepřítelem
7. plnění zvláštních úkolů lidového komisaře obrany.

Ad 1) Podílel se na prověřování příslušníků Rudé armády, vojenského námořnictva a vojsk NKVD. K aktivním opatřením patřilo sledování a otevírání pošty, přijímání a prověřování udání, provokace atd.
Ad 6) Pokud měl sovětský válečný zajatec dostatečné množství sil, energie a štěstí, přežil zajetí. Ale vláda jejich státu na něj pohlížela jako na zrádce, kolaboranta a nepřátelského agenta. Každý musel projít prověrkovými a roztřiďovacími středisky. Úlevu neměli ani vojáci, kteří se do zajetí dostali zranění nebo, kteří ze zajetí uprchli.
Jako samostatný orgán byla Směrš zrušena v květnu 1946 a začleněna do MGB. Ještě v 50. letech 20. století se obdoba Směrše objevovala v sovětském válečném námořnictvu.[zdroj?]

## Členění
Náčelníkem Směrše byl po celou dobu Viktor Abakumov, po smrti Stalina byl v roce 1954 popraven.
Směrš se podle činnosti dělil na pět operativních odborů:
- stíhání armádních zběhů, odhalování zrady a projevů defétismu
- zpravodajský sběr informací a vysílání agentů za nepřátelské linie
- distribuce informací a rozkazů
- zatýkání podezřelých, včetně civilistů
- soudní činnost vykonávanou prostřednictvím tříčlenných tribunálů (tzv. trojek NKVD)

## Činnost
Jednotky Směrše se obvykle pohybovaly za bojovými jednotkami a na osvobozeném území zajišťovaly osoby, o které mělo NKVD zájem. Těsně po skončení druhé světové války jednotky Směrše zajišťovaly vyhledávání a násilné repatriace osob do SSSR. Organizovaly násilné repatriace do SSSR – na obsazených územích jednotky Směrše vyhledávaly bývalé ruské uprchlíky z řad tzv. bílé emigrace (protisovětské opozice), příslušníky Ruské osvobozenecké armády (tzv. vlasovce) a dalších proněmeckých organizací tvořených Rusy, a ty pak, obvykle bez souhlasu hostitelské země, převážely do SSSR. Zde tito lidé končili na popravištích nebo v gulazích. Repatriační činnost prováděly jednotky Směrše i v okupačních zónách Spojenců.[zdroj?] Buď přebíraly bývalé občany SSSR vydávané spojeneckými úřady v rámci dohod z Jalty (např. 45 tisíc Kozáků předaných SSSR Velkou Británií[zdroj?]) nebo prováděli únosy příslušníků protisovětské opozice ze západních zón.[zdroj?] Také byly pověřovány likvidací osob z řad emigrace či defektorů - přeběhlíků z řad sovětských zpravodajských služeb.[zdroj?]
V rámci Směrše byly na Berijův příkaz po porážce Německa sestaveny zvláštní oddíly, které byly pověřeny vyhledáváním německých a rakouských vědců a jejich převozem do Sovětského svazu. Zvláštní oddíly Směrše doplněné sovětskými vědci pátraly v Německu a Rakousku po uznávaných vědcích. Priorita byla kladena zejména na fyziky (pro potřeby sovětského jaderného výzkumu), smlouvy byly ale nabízeny i chemikům či specialistům na raketovou techniku. Zároveň tyto oddíly pátraly po písemnostech týkajících se německého jaderného výzkumu a materiálech potřebných pro výrobu jaderných zbraní (uran, těžká voda atd.).[zdroj?]

### Činnost na území Československa
Ke konci války byli příslušníci Směrše v rámci zvláštních skupin vysazováni na okupovaná území (včetně Protektorátu Čechy a Morava), kde měli za úkol nejen organizovat partyzánskou činnost, ale i sledovat činnost jiných partyzánských skupin a společně s komunistickým odbojem zakládat Národní výbory. Tyto zvláštní skupiny byly kromě Směrše tvořeny i příslušníky Lidového komisariátu státní bezpečnosti (NKGB) a NKVD, v praxi mezi nimi ale nebyl činěn rozdíl. Oddíly Směrše se v Československu objevily s prvosledovými jednotkami Rudé armády a krátce po porážce hitlerovského Německa začaly na československém území zatýkat československé občany z řad bývalé ruské emigrace. Ti poté byli deportováni do SSSR.
Do Prahy přijeli příslušníci Směrš 10. května 1945 a usadili se v hotelu Central v Liberecké ulici. Později sídlili v Praze-Střešovicích v Dělostřelecké ulici 11. Svou činnost zahájili v Praze už 11. května 1945 zatýkáním československých občanů s ruskou, běloruskou nebo ukrajinskou národností, kteří utekli ze Sovětského svazu před rudým terorem. Nejznámějšími osobnostmi zavlečenými do Sovětského svazu byli např. generál Sergej Vojcechovský či politik Augustin Vološin. Podle výzkumu z 90. let 20. století bylo do SSSR celkem zavlečeno 280 osob ruské a ukrajinské národnosti a 180 osob české, slovenské či jiné národnosti. Tito lidé měli vesměs už od dvacátých let 20. století československé občanství. Byli odvlečení ze svých domovů podle připravených seznamů. Vznik seznamů s adresami umožnila:
- činnost agentů SSSR, kteří do Československa přišli s některou z vln emigrantů
- činnost Ruské ústředny v Praze, zřízené Němci, kteří měli se SSSR do 21. června 1941 přátelské vztahy

Československá vláda proti tomuto odvlékání lidí s československým občanstvím protestovala, avšak neměla sílu k ráznějším krokům.
Mnohem více lidí bylo uneseno z území Slovenska, severní Moravy a Slezska. Kromě několika hlinkovců se většinou jednalo o zcela nevinné lidi, které Sověti označili za válečné zločince. Takto bylo uneseno asi 100 000 lidí. Ministerstvo zahraničních věcí žádalo několikrát o jejích navrácení, žádný účinek to ale nemělo. Domů se v letech 1953-1964 vrátila jen hrstka, většina odvlečených zmizela beze stop.
Na osvobození Prahy se podílely jednotky Ruské osvobozenecké armády, které Sověti považovali za nepřátele. Sovětší důstojníci ujišťovali vlasovce, že jim bude odpuštěno a budou se moci beztrestně vrátit domů. Po příchodu do Prahy začali ale Sověti vlasovce zatýkat a deportovat. Přes 100 těžce zraněných vlasovců leželo v pražských nemocnicích. Příslušníci Směrš a NKVD je zde vypátrali, vyvlekli z postelí, ubili a jejich těla skončila v hromadných hrobech na Olšanských hřbitovech.

## Výbor Oni byli první
Po odvlečených mužích zůstaly ženy a děti, které neměly o jejich osudu žádnou informaci. O zvěrstvech Směrš se mohlo mluvit až po listopadu 1989. V roce 1993 vzniklo občanské sdružení Výbor Oni byli první, které začalo shromažďovat svědectví o osobách zavlečených po druhé světové válce z Československa do sovětských koncentračních táborů. Předsedou rady Výboru se stal Vladimír Bystrov.
V roce 2002 byl přijat zákon č. 172/2002 Sb: Zákon o odškodnění osob odvlečených do SSSR nebo do táborů, které SSSR zřídil v jiných státech. Český stát převzal povinnost odškodnit tyto první obětí komunismu na svém území. Ruská federace jako právní nástupce SSSR se obětem ani neomluvila.[zdroj?]

Spolek Oni byli první podával návrhy na státní vyznamenání, které in memoriam získal například generál Sergej Vojcechovský a také se zasadil o pamětní desky. Na Profesorském domě v Rooseveltově ulici v Praze 6 Bubenči byly odhaleny dvě pamětní desky osobám nezákonně odvlečeným do sovětských gulagů (v českém a ruském jazyce), další pak na pravoslavném Chrámu Zesnutí přesvaté Bohorodice na pravoslavné části Olšanských hřbitovů.

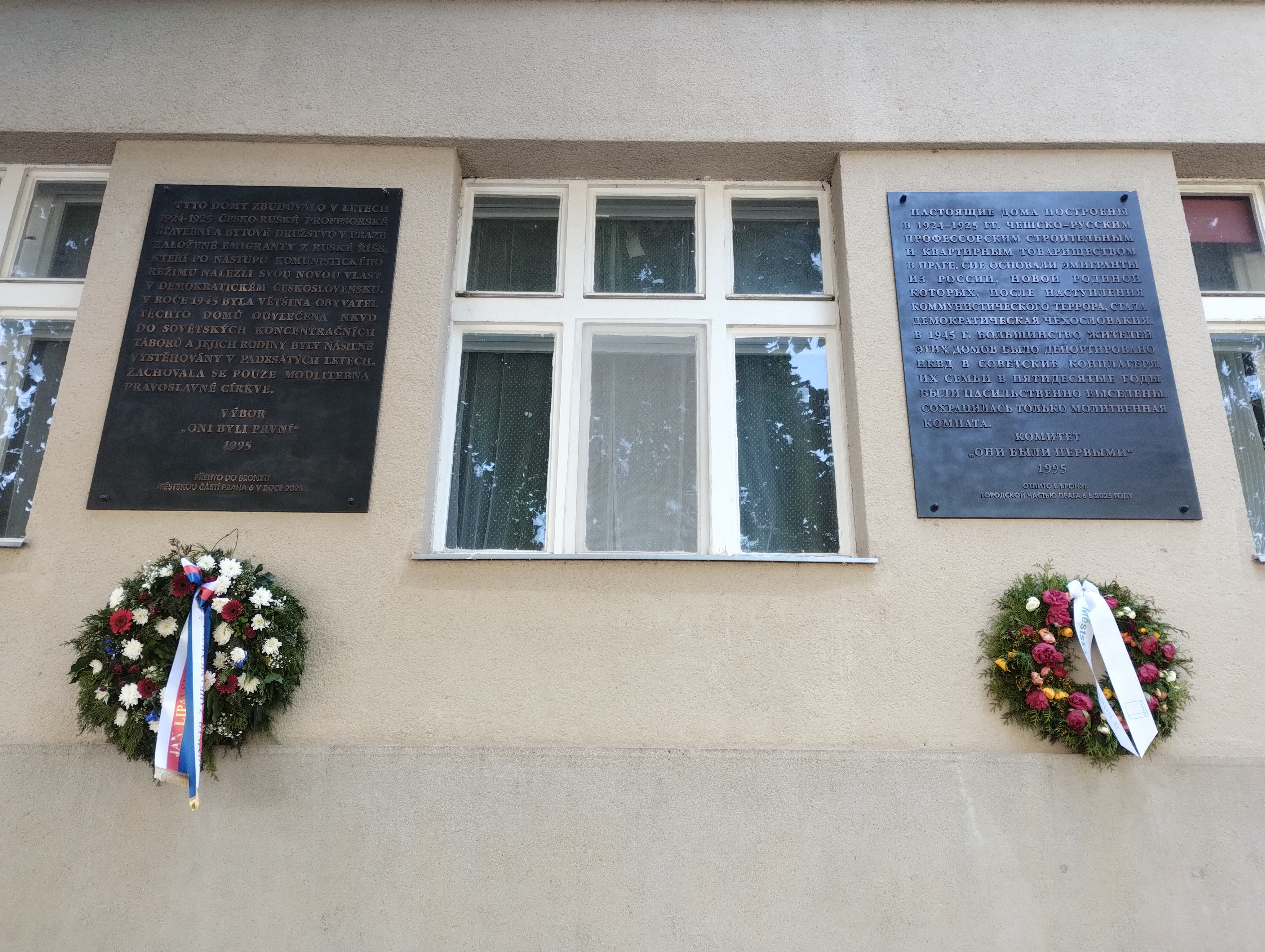
Pamětní desky na Profesorském domě v Rooseveltově ulici v Praze
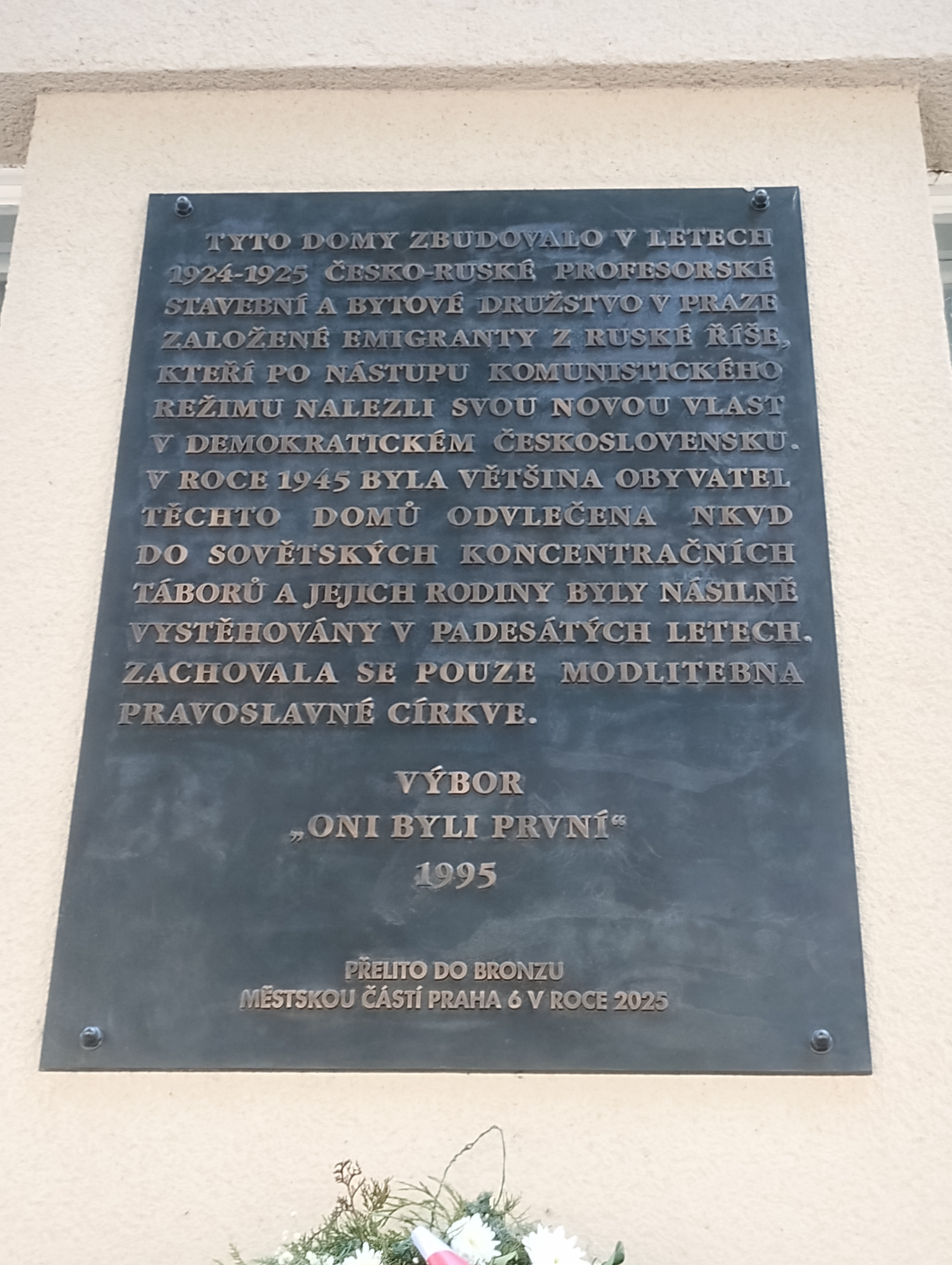
Detail pamětní desky (v češtině) na Profesorském domě v Rooseveltově ulici
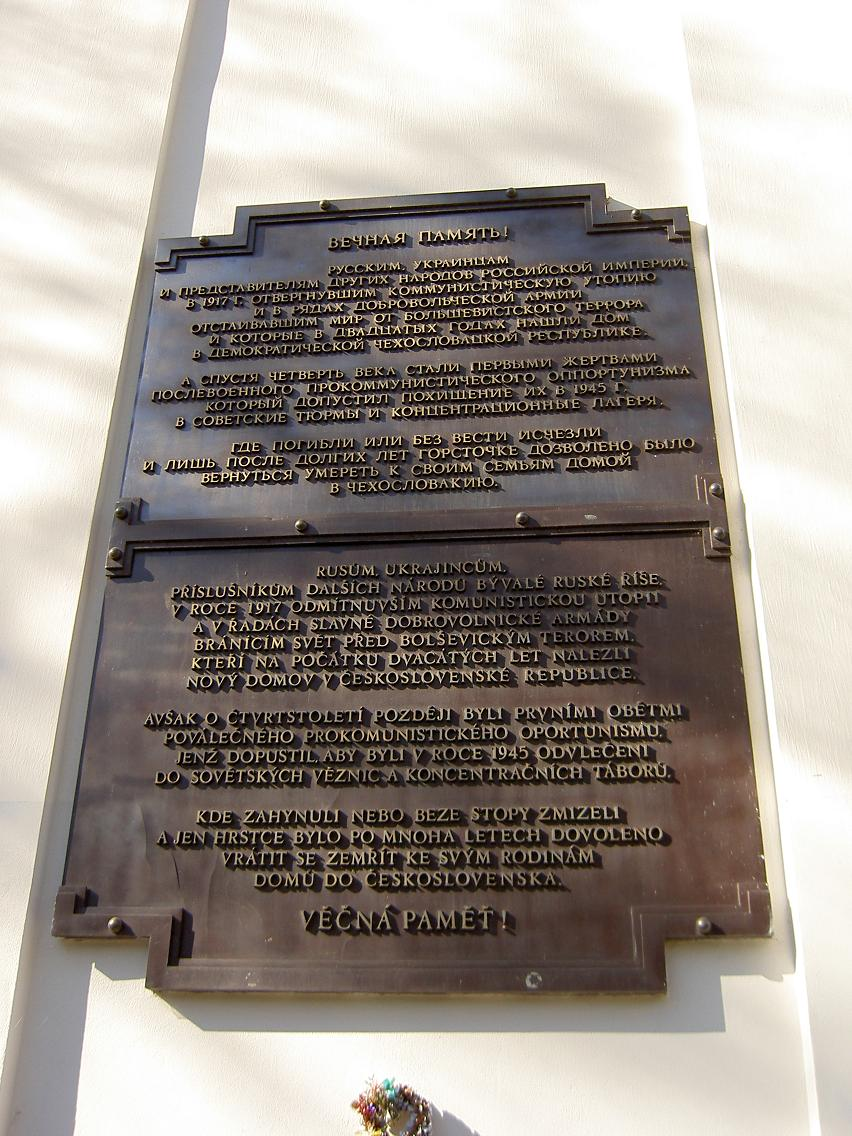
Pamětní deska na pravoslavném chrámu na Olšanských hřbitovech